# Fidelis z Sigmaringen
Fidelis z Sigmaringen (ur. 1578 w Sigmaringen w Szwabii, zm. 24 kwietnia 1622 w Seewis w Szwajcarii) – szwabski zakonnik i kapłan Zakonu Braci Mniejszych Kapucynów (OFMCap.), kaznodzieja i kontrreformator, męczennik chrześcijański, święty Kościoła katolickiego

## Kontekst bliższy epoki
Fidelis żył w czasach kontrreformacji. W Szwajcarii były znane już poglądy Zwingliego, który w wielu sprawach podzielał zdanie Lutra. Ta specyfikacja prowadziła do wielu zamieszek i konfliktów, gdyż oprócz katolicyzmu obecnych było w Szwajcarii kilka odłamów protestantyzmu. Rządzący każdym kantonem opowiadał się, do którego kościoła włączyć swoje terytorium. Wybuchały ciągłe walki, a miasta przechodziły na inne wyznania, zaburzając jedność państwa. Aby temu przeciwdziałać, władcy katoliccy prosili w Rzymie o zakonników i kaznodziejów, którzy prowadziliby działalność kontrreformacyjną. Z taką prośbą zwrócił się arcyksiążę Ferdynand i jego małżonką – Anną Katarzyną. W ten sposób został założony pierwszy kapucyński klasztor w Innsbrucku i inne (m.in. w Feldkirch, w którym żył i pracował Fidelis).

## Narodziny i lata młodzieńcze
Marek Roy urodził się w 1577 r. w księstwie Hohenzollern-Sigmaringen i był drugim synem Jana i Genowefy z Tübingen, która początkowo będąc luteranką, przeszła na katolicyzm. Po śmierci ojca zaczął studia na uniwersytecie we Fryburgu, gdzie uzyskał stopień magistra nauk wyzwolonych, następnie rozpoczął studia prawa, które ostatecznie po wielu latach uwieńczył tytułem doktora obojga praw.
Później odbywał podróż po Europie (Francja, Włochy, Hiszpania), jako opiekun i przewodnik dzieci bogatego szlachcica, Jana Wilhelma ze Stotzingen. W 1610, po powrocie do ojczyzny, podjął przerwane studia prawnicze, które ukończył zdaniem egzaminu doktorskiego, 11 maja 1611 r. Następnie udał się do Ensisheim na praktyki. Jako adwokat wyrobił sobie dobrą reputację, lecz zgorszony i rozczarowany różnymi intrygami i manipulacjami swojego zawodu, postanowił wstąpić do kapucynów.

## Nowicjat i studia teologiczne
Na wniosek przełożonych przyjął święcenia kapłańskie jeszcze przed wstąpieniem do Zakonu. Gdy został przyjęty, otrzymał imię zakonne Fidelis (łac. wierny). Odznaczał się tam pokorą, cierpliwością i łagodnością. 4 października 1613, po odprawionej przez siebie Mszy św., złożył profesję wieczystą na ręce o. Mateusza z Herbstheim.
Podjął następnie studia teologiczne w Konstancji, pod kierunkiem o. Jana Baptysty, Polaka i syna kanclerza królewskiego. Kolejne 4 lata studiował konstytucje zakonne we Frauenfeld, w Szwajcarii. Po ukończeniu tych nauk zdał egzamin, po którym otrzymał od przełożonych pozwolenie na głoszenie kazań. Pierwszą placówką, do której potem się udał był Altdorf, a następnie został gwardianem klasztoru w Feldkirch. Wielu tamtejszych mieszkańców umacniał w wierze katolickiem i nawrócił kilku kalwinów.

## Misje wśród protestantów i śmierć Fidelisa
21.01.1621 r. Kongregacja Rozkrzewiania Wiary upoważniła kapucynów do ewangelizowania mieszkańców Prätigau, w Gryzonii (Graubünden). Do tej misji zostali wyznaczeni Fidelis i Aleksy ze Spiry. Ich działalność przynosiła Kościołowi w Szwajcarii konkretne owoce w postaci wielu konwersji protestantów na katolicyzm. Wkrótce Fidelis został mianowany przełożonym misji i dostał nowych współpracowników: Wiktora z Solothurn, Dionizego z Fryburga i Junipera z Tyrolu.
W tym czasie wzmagała się ciągła protestantyzacja mentalności społecznej, a kazania (czy też inne formy nauczania katolickiego) wzmagały powszechną niechęć i rodziły gwałtowne reakcje luteranów i kalwinów. Pomimo to, Fidelis nie chciał zrezygnować z powierzonej mu misji i 24 kwietnia 1622 wygłosił swoje ostatnie kazanie w Seewis im Prättigau, które było częścią habsburskiego planu kontrreformacji. Byli obecni tam także austriaccy żołnierze, którzy mieli za zadanie chronić Fidelisa. Podczas Mszy, do kościoła wtargnęła liczna grupa uzbrojonych protestantów, która zabiła żołnierzy. Fidelis poniósł śmierć męczeńską na drodze z Seewis do Grüsch, zabity przez rebeliantów.
Jego ciało, początkowo pochowane przez miejscowego zakrystianina przy kościele w Seewis, złożono do dwóch relikwiarzy i przeniesiono do katedry w Chur oraz do Feldkirch.

## Kult
17 kwietnia cesarz Ferdynand II wystosował do biskupa z Chur pismo z propozycją rozpoczęcia procesu informacyjnego.
Kult Fidelisa rozprzestrzeniał się bardzo szybko, co przyczyniło się do jego opóźnionej z powodu wybuchu wojny trzydziestoletniej beatyfikacji. Proces został wznowiony 2 września 1644, czego efektem było ogłoszenie Fidelisa błogosławionym przez papieża Benedykta XIII, 24 marca 1729 r. kanonizacji natomiast dokonał papież Benedykt XIV, 29 czerwca 1746 r. Wtedy też świętymi zostali ogłoszeni: św. Józef z Leonissy, św. Kamil de Lellis,  św. Piotr Regalado i św. Katarzyna z Ricci.
Wspomnienie liturgiczne św. Fidelisa obchodzone jest w Kościele katolickim i zakonach franciszkańskich w dzienną pamiątkę śmierci (24 kwietnia).